# Bergvik, Karlstads kommun
Bergvik var tidigare en småort utanför Karlstad men har nu växt ihop alltmer med centralorten, och kan mer ses som en stadsdel.
Villaområdet kallas även Karlstads guldkust på grund fastigheternas vattennära läge med flera sjötomter och vacker natur. Det är  nära till stadens stora, externa köpcenter samt till Skutbergets frilufts- och motionsanläggning i motsatta delen av viken.
Här finns bland annat ett av Värmlands största köpcenter, Bergvik köpcenter. Sedan 2003 har det kraftigt utvidgats och sedan 2007 finns ett Ikea här. 